# Nederland op het Eurovisiesongfestival 1993
Nederland nam deel aan het Eurovisiesongfestival 1993 in de Ierse plaats Millstreet. Het was de 36ste deelname van het land op het Eurovisiesongfestival. De NOS was verantwoordelijk voor de Nederlandse bijdrage.

## Selectieprocedure
Ruth Jacott werd intern gekozen om Nederland te vertegenwoordigen op het Eurovisiesongfestival. Haar lied werd gekozen via het Nationaal Songfestival, dat op 26 maart 1993 gehouden werd in discotheek Escape in Amsterdam. De show werd gepresenteerd door Paul de Leeuw.
Acht liedjes namen deel aan deze finale, die allemaal werden gezongen door Jacott. Het winnende lied werd gekozen door de 12 provinciale jury's.
| Volgorde | Lied                | Punten | Plaats |
| -------- | ------------------- | ------ | ------ |
| 1        | Medeleven           | 63     | 4      |
| 2        | Kom op              | 49     | 7      |
| 3        | Ik hou van jou      | 22     | 8      |
| 4        | Waar blijft de tijd | 71     | 3      |
| 5        | Blijf bij mij       | 54     | 5      |
| 6        | Vrede               | 83     | 1      |
| 7        | Tederheid           | 50     | 6      |
| 8        | Loop met me mee     | 76     | 2      |

## In Ierland
Nederland moest tijdens het Eurovisiesongfestival als 20ste van 25 landen aantreden, na het Verenigd Koninkrijk en voor Kroatië. Op het einde van de puntentelling bleek dat Jacott op de zesde plaats was geëindigd met een totaal van 92 punten. Van Ierland ontving ze het maximum van 12 punten.
België had 7 punten over voor het Nederlandse lied.

### Gekregen punten
| 12 punten | 10 punten                           | 8 punten                       | 7 punten                                 | 6 punten                     |
| --------- | ----------------------------------- | ------------------------------ | ---------------------------------------- | ---------------------------- |
| - Ierland | - Bosnië en Herzegovina - Noorwegen |                                | - België - Duitsland - Slovenië - Spanje | - IJsland - Italië - Turkije |
| 5 punten  | 4 punten                            | 3 punten                       | 2 punten                                 | 1 punt                       |
| - Zweden  |                                     | - Kroatië - Malta - Oostenrijk |                                          |                              |

### Punten gegeven door Nederland
Punten gegeven in de finale:
| 12 punten | Portugal            |
| 10 punten | Ierland             |
| 8 punten  | Zwitserland         |
| 7 punten  | IJsland             |
| 6 punten  | Noorwegen           |
| 5 punten  | Griekenland         |
| 4 punten  | Verenigd Koninkrijk |
| 3 punten  | Frankrijk           |
| 2 punten  | Italië              |
| 1 punt    | Duitsland           |

1956 · 1957 · 1958 · 1959 · 1960 · 1961 · 1962 · 1963 · 1964 · 1965 · 1966 · 1967 · 1968 · 1969 · 1970 · 1971 · 1972 · 1973 · 1974 · 1975 · 1976 · 1977 · 1978 · 1979 · 1980 · 1981 · 1982 · 1983 · 1984 · 1985 · 1986 · 1987 · 1988 · 1989 · 1990 · 1991 · 1992 · 1993 · 1994 · 1995 · 1996 · 1997 · 1998 · 1999 · 2000 · 2001 · 2002 · 2003 · 2004 · 2005 · 2006 · 2007 · 2008 · 2009 · 2010 · 2011 · 2012 · 2013 · 2014 · 2015 · 2016 · 2017 · 2018 · 2019 · 2020 · 2021 · 2022 · 2023 · 2024 · 2025